# Roy Levy
Roy Levy (in ebraico רועי לוי‎?; Kfar Saba, 13 gennaio 2000) è un calciatore israeliano con cittadinanza portoghese, difensore o centrocampista dell'Hapoel Be'er Sheva.

## Caratteristiche tecniche
Giocatore molto duttile, può ricoprire tutti i ruoli sulla fascia destra, venendo impiegato come terzino, esterno o anche da ala, ruolo in cui aveva iniziato la carriera.

## Carriera
Cresciuto nei settori giovanili di Hapoel Kfar Saba e Hapoel Ra'anana, il 30 dicembre 2019 firma il primo contratto professionistico con i rossoneri, di durata quadriennale. Nel 2020 viene ceduto all'Hapoel Ramat HaSharon; rientrato all'Hapoel Ra'anana, nell'agosto del 2022 vince un lodo arbitrale con la società e il 6 settembre passa in prestito all'Ashdod; il 7 luglio 2023 passa a titolo definitivo ai giallorossi, con cui si lega fino al 2026. Dopo essersi messo in mostra con i Delfini, il 17 giugno 2025 viene acquistato dall'Hapoel Be'er Sheva, con cui firma un quadriennale.

## Statistiche

### Presenze e reti nei club
Statistiche aggiornate al 12 luglio 2025.
| Stagione               | Squadra                | Campionato             | Campionato | Campionato | Coppe nazionali | Coppe nazionali | Coppe nazionali | Coppe continentali | Coppe continentali | Coppe continentali | Altre coppe | Altre coppe | Altre coppe | Totale | Totale | Totale |
| Stagione               | Squadra                | Comp                   | Pres       | Reti       | Comp            | Pres            | Reti            | Comp               | Pres               | Reti               | Comp        | Pres        | Reti        | Pres   | Reti   |        |
| ---------------------- | ---------------------- | ---------------------- | ---------- | ---------- | --------------- | --------------- | --------------- | ------------------ | ------------------ | ------------------ | ----------- | ----------- | ----------- | ------ | ------ | ------ |
| dic. 2018-2019         | Hapoel Ra'anana        | LHA                    | 2          | 0          | CI+TC           | 0+0             | 0               | -                  | -                  | -                  | -           | -           | -           | 2      | 0      |        |
| 2019-2020              | Hapoel Ra'anana        | LHA                    | 15         | 0          | CI+TC           | 1+4             | 0               | -                  | -                  | -                  | -           | -           | -           | 20     | 0      |        |
| ago.-nov. 2020         | Hapoel Ra'anana        | LL                     | 4          | 0          | CI              | 0               | 0               | -                  | -                  | -                  | -           | -           | -           | 4      | 0      |        |
| nov. 2020-2021         | Hapoel R. HaSharon     | LL                     | 31         | 3          | CI              | 1               | 0               | -                  | -                  | -                  | -           | -           | -           | 32     | 3      |        |
| 2021-2022              | Hapoel Ra'anana        | LL                     | 29         | 2          | CI              | 1               | 0               | -                  | -                  | -                  | -           | -           | -           | 30     | 2      |        |
| Totale Hapoel Ra'anana | Totale Hapoel Ra'anana | Totale Hapoel Ra'anana | 50         | 2          |                 | 6               | 0               |                    | -                  | -                  |             | -           | -           | 56     | 2      |        |
| sett. 2022-2023        | Ashdod                 | LHA                    | 16         | 1          | CI+TC           | 1+2             | 0               | -                  | -                  | -                  | -           | -           | -           | 19     | 1      |        |
| 2023-2024              | Ashdod                 | LHA                    | 29         | 0          | CI+TC           | 1+4             | 0               | -                  | -                  | -                  | -           | -           | -           | 34     | 0      |        |
| 2024-2025              | Ashdod                 | LHA                    | 31         | 7          | CI+TC           | 3+4             | 0               | -                  | -                  | -                  | -           | -           | -           | 38     | 7      |        |
| Totale Ashdod          | Totale Ashdod          | Totale Ashdod          | 76         | 8          |                 | 15              | 0               |                    | -                  | -                  |             | -           | -           | 91     | 8      |        |
| 2025-2026              | Hapoel Be'er Sheva     | LHA                    | 0          | 0          | CI+TC           | 0+0             | 0               | UEL                | 1                  | 0                  | -           | -           | -           | 1      | 0      |        |
| Totale carriera        | Totale carriera        | Totale carriera        | 157        | 13         |                 | 22              | 0               |                    | 1                  | 0                  |             | -           | -           | 180    | 13     |        |